# 放索社

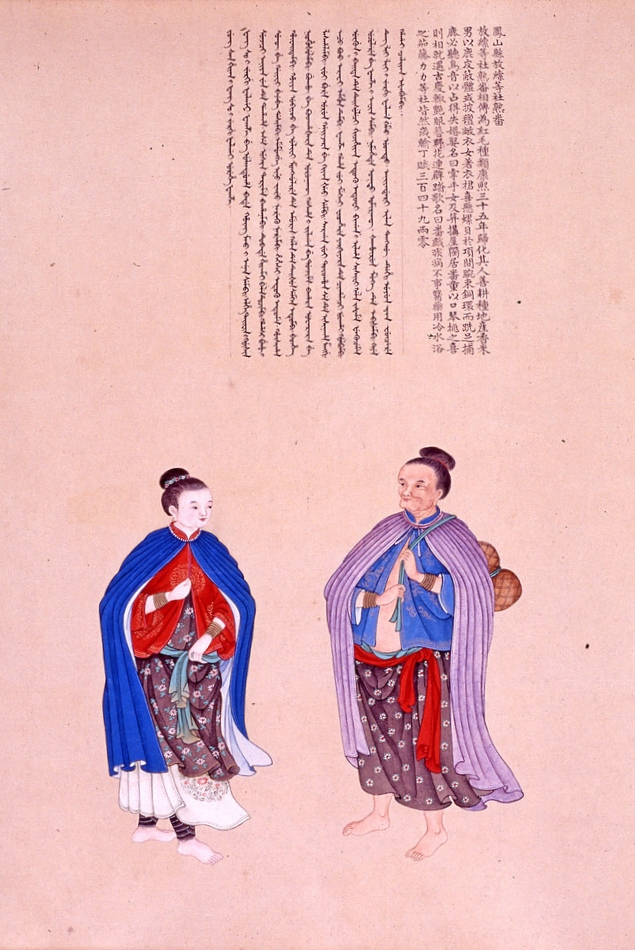
清·謝遂《職貢圖》〈鳳山縣放䌇等社熟番〉，現藏國立故宮博物院

放索社（荷蘭語：Pangsoya），文獻中又有記載為放䌇社，台灣平埔馬卡道族古聚落名，為位在屏東平原的鳳山八社之一。位址為今日屏東縣林邊鄉水利村放索:83-84、田厝村、崎峰村附近，為鳳山八社中最南端的社群聚落。明末清初的航海手冊記載放索社位在下淡水溪海港，台灣沿岸往南往呂宋航線上。荷蘭東印度公司1635年發動搭加里揚之戰之後，未曾與公司衝突的放索社於1636年主動與公司和解。

## 概述
明末清初的航海人針路手冊《指南正法》記載：蚊港亦稱台灣，係是北港，往南為打狗子，東南邊有海灣，東去有淡水（下淡水溪），又稱放索。:27
荷治時期，為報復荷蘭士兵被殺，以及意圖控制台南、高雄平原，荷蘭東印度公司大員當局與新港社千人聯軍在1635年聖誕節發動搭加里揚之戰，攻擊堯港、大岡山附近、今阿公店溪南岸、當時勢力強盛的搭加里揚社，搭加里揚社與南方鄰近社群從高雄平原遷逃到屏東平原；1636年2月10日，在搭加里揚社群更南邊遠方，未曾與荷蘭人衝突，有三千人口的大社群放索社群七個村落，主動派代表前往大員求和。和解後公司派軍由海路前往放索社上岸，前往拜訪遷逃後的搭加里揚社群。:242-243
拉美島（今琉球嶼，又稱小琉球）是位在放索社海岸西南方對面約十多公里的離島。1622年金獅號（Goude Leeuws）登島人員、1631年貝佛維克號（Beverwijck）船難生還者遭拉美島人殺害（荷蘭人為紀念金獅號故稱金獅島）。公司為了報復，1633年派軍攻打拉美島但作戰失敗，1636年4月台灣評議會決議與放索社及南方各社簽訂協議，結成友好關係，尋求放索社人一起對付拉美人。大員周邊的社群與拉美人為世仇，並不了解拉美人的語言；而放索社及拉美人保持友好關係，也多少知道拉美人的語言，但不知道該島的情況，洞窟及人口多少。從4月中開始，公司幾次與包括放索社在內的各社聯軍出兵攻打拉美島，最後完全清空拉美島的族人，然後將全島土地贌租給漢人，成為公司重要的椰子來源。

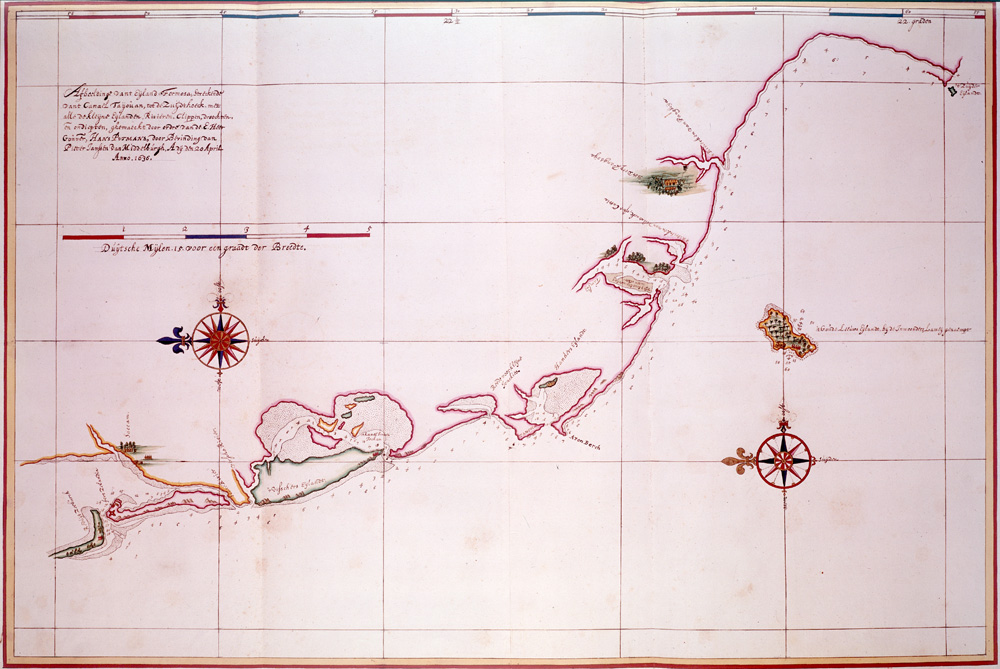
1636年彼得·揚生·范·米德堡（Pieter Janszoon van Middelburch）奉台灣長官普特曼斯之命測繪台灣各處海岸，此為荷蘭東印度公司官方地圖承包商芬伯翁1660年代大員以南海岸抄本，將放索社（Het Dorp Pangsoya）標示在西邊的下淡水溪（Tamsuy）、茄滕溪（'t Rivierken van Dollatack, ofte Cattia）與東邊的放索溪（'t Rivierken van Pangsoya，今林邊溪）之間

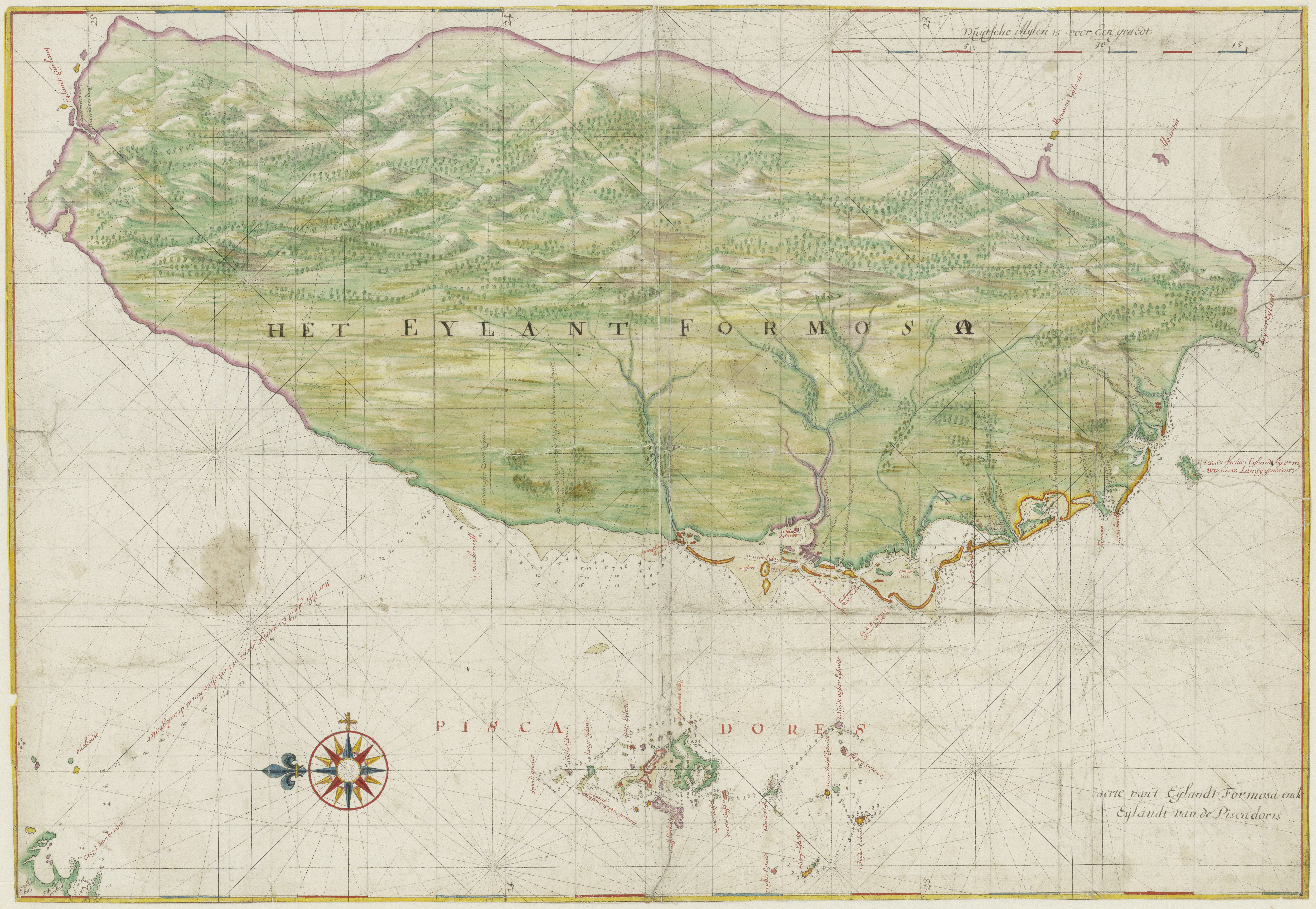
1665年前後芬伯翁繪製《福爾摩沙島與漁翁群島圖》，拼接自多幅1636年彼得·揚生測繪台灣海岸圖，將放索社（'t dorp Pangsoya）標示在西邊的下淡水溪（Tampsuy）、茄滕溪（Rivierken van Dollatock offte Cattia）與東邊的放索溪（'t Rivierken Pangsoya）之間

據伊能嘉矩考據，放索社原稱「阿加社」，住在高雄縣楠仔坑及左營舊城附近，後來為明鄭屯田所逐，遷往東港。李國銘認為伊能嘉矩的說法與荷蘭文獻的記載不符，根據荷蘭文獻，放索社在荷蘭人進入台灣之前就已居住在今日林邊鄉下淡水溪以東的海邊一帶；荷蘭繪製的古地圖，將放索社標示在下淡水溪出海口東邊、放索溪（今林邊溪）出海口西邊的海邊。:83-84
清治時在海邊設置「水師放索塘」，放索社移往今南州鄉社邊附近，乾隆年間施行屯番制，將放索社眾移往埔姜林隘（埔羌營庄、蒲姜林隘寮，今枋寮鄉玉泉村）、枋寮隘（士文溪谷口），後來又為河洛人所逼往南遷往水底寮庄東邊的「番仔崙」、新開庄、中庄、內寮、頂營庄等地。